# Ахматово-Білий Ключ
Ахматово-Білий Ключ (рос. Ахматово-Белый Ключ) — село в Вешкаймському районі Ульяновської області Російської Федерації.
Населення становить 130 осіб. Входить до складу муніципального утворення Каргинське сільське поселення.

## Історія
Від 2004 року входить до складу муніципального утворення Каргинське сільське поселення.

## Населення
| 2010 |
| ---- |
| 130  |